# 룩셈부르크 축구 국가대표팀
룩셈부르크 축구 국가대표팀(룩셈부르크어: Lëtzebuergesch Foussballnationalekipp)은 룩셈부르크를 대표하는 축구 국가대표팀으로 유럽 축구 약체로 평가받고 있는 팀들 가운데 하나이지만 최근 전력이 상승하고 있는 팀이기도 하다. '붉은 사자들'이라는 별칭으로 알려져 있으며 현재 스타드 드 룩셈부르크를 홈 경기장으로 사용하고 있다.

## 국제 대회 경력

### FIFA 월드컵
2022년 FIFA 월드컵 유럽 지역 예선 A조에서 3승 5패·조 4위를 기록하며 룩셈부르크 축구 역사상 월드컵 유럽 지역 예선 최고 성적과 함께 통산 3번째 탈꼴찌의 겹경사까지 맞이했다.

### UEFA 유럽 축구 선수권 대회
UEFA 유로 2024 예선 J조 10경기에서 5승 2무 3패·조 3위로 룩셈부르크 축구 역사상 첫 메이저 대회 예선 플레이오프 진출이라는 새로운 역사를 만들었다.

### 하계 올림픽
하계 올림픽에는 1920년부터 1952년까지 6회 연속 올랐고 이 가운데 1948년 대회 예비라운드에서 아프가니스탄을 6-0으로 대파하면서 룩셈부르크 축구 역사상 최다 점수차의 승리를 거둔 적이 있으며 1952년 대회 예비라운드에서도 전 대회 개최국이자 4위팀인 영국을 5-3으로 물리친 적도 있으나 이후에는 단 한번도 올림픽 본선에 오르지 못하고 있다.

### UEFA 네이션스리그

#### 2018-19년 리그 D
벨라루스, 몰도바, 산마리노와 함께 2018-19년 UEFA 네이션스리그 D 2조에 편성되어 6경기 3승 1무 2패를 기록하며 벨라루스에 이어 조 2위로 조 3위인 몰도바와 함께 차기 시즌 리그 C 승격을 확정지었다.

#### 2020-21년 리그 C
2020-21 리그 C 승격을 확정지은 후 몬테네그로, 아제르바이잔, 키프로스를 상대로 1조 6경기에서 3승 1무 2패·조 2위로 전 시즌 리그 D에 이어 해당 시즌에서도 같은 승률을 기록하며 시즌을 마감했다.

#### 2022-23년 리그 C
2022-23 시즌 리그 C 1조에서 튀르키예, 페로 제도, 리투아니아를 상대로 비록 차기 시즌 리그 B 승격은 좌절되었지만 6경기 3승 2무 1패·조 2위로 UEFA 유로 2024 예선 다음으로 룩셈부르크 축구 역사상 국제 대회 최다 승점 기록을 경신했다.

## 기타 국제 대회 경력
1980년 마라 할림컵에서 4강에 진출한 적이 있는데 이는 룩셈부르크 축구 역사상 가장 좋은 성적을 거둔 유일한 국제 대회로 남아 있다.

## FIFA 월드컵 (본선)
| 년도   | 결과      | 순위      | 경기      | 승        | 무*       | 패        | 득점      | 실점      | 승점      |
| ------ | --------- | --------- | --------- | --------- | --------- | --------- | --------- | --------- | --------- |
| 1930년 | 불참      | 불참      | 불참      | 불참      | 불참      | 불참      | 불참      | 불참      | 불참      |
| 1934년 | 예선 탈락 | 예선 탈락 | 예선 탈락 | 예선 탈락 | 예선 탈락 | 예선 탈락 | 예선 탈락 | 예선 탈락 | 예선 탈락 |
| 1938년 | 예선 탈락 | 예선 탈락 | 예선 탈락 | 예선 탈락 | 예선 탈락 | 예선 탈락 | 예선 탈락 | 예선 탈락 | 예선 탈락 |
| 1950년 | 예선 탈락 | 예선 탈락 | 예선 탈락 | 예선 탈락 | 예선 탈락 | 예선 탈락 | 예선 탈락 | 예선 탈락 | 예선 탈락 |
| 1954년 | 예선 탈락 | 예선 탈락 | 예선 탈락 | 예선 탈락 | 예선 탈락 | 예선 탈락 | 예선 탈락 | 예선 탈락 | 예선 탈락 |
| 1958년 | 예선 탈락 | 예선 탈락 | 예선 탈락 | 예선 탈락 | 예선 탈락 | 예선 탈락 | 예선 탈락 | 예선 탈락 | 예선 탈락 |
| 1962년 | 예선 탈락 | 예선 탈락 | 예선 탈락 | 예선 탈락 | 예선 탈락 | 예선 탈락 | 예선 탈락 | 예선 탈락 | 예선 탈락 |
| 1966년 | 예선 탈락 | 예선 탈락 | 예선 탈락 | 예선 탈락 | 예선 탈락 | 예선 탈락 | 예선 탈락 | 예선 탈락 | 예선 탈락 |
| 1970년 | 예선 탈락 | 예선 탈락 | 예선 탈락 | 예선 탈락 | 예선 탈락 | 예선 탈락 | 예선 탈락 | 예선 탈락 | 예선 탈락 |
| 1974년 | 예선 탈락 | 예선 탈락 | 예선 탈락 | 예선 탈락 | 예선 탈락 | 예선 탈락 | 예선 탈락 | 예선 탈락 | 예선 탈락 |
| 1978년 | 예선 탈락 | 예선 탈락 | 예선 탈락 | 예선 탈락 | 예선 탈락 | 예선 탈락 | 예선 탈락 | 예선 탈락 | 예선 탈락 |
| 1982년 | 예선 탈락 | 예선 탈락 | 예선 탈락 | 예선 탈락 | 예선 탈락 | 예선 탈락 | 예선 탈락 | 예선 탈락 | 예선 탈락 |
| 1986년 | 예선 탈락 | 예선 탈락 | 예선 탈락 | 예선 탈락 | 예선 탈락 | 예선 탈락 | 예선 탈락 | 예선 탈락 | 예선 탈락 |
| 1990년 | 예선 탈락 | 예선 탈락 | 예선 탈락 | 예선 탈락 | 예선 탈락 | 예선 탈락 | 예선 탈락 | 예선 탈락 | 예선 탈락 |
| 1994년 | 예선 탈락 | 예선 탈락 | 예선 탈락 | 예선 탈락 | 예선 탈락 | 예선 탈락 | 예선 탈락 | 예선 탈락 | 예선 탈락 |
| 1998년 | 예선 탈락 | 예선 탈락 | 예선 탈락 | 예선 탈락 | 예선 탈락 | 예선 탈락 | 예선 탈락 | 예선 탈락 | 예선 탈락 |
| 2002년 | 예선 탈락 | 예선 탈락 | 예선 탈락 | 예선 탈락 | 예선 탈락 | 예선 탈락 | 예선 탈락 | 예선 탈락 | 예선 탈락 |
| 2006년 | 예선 탈락 | 예선 탈락 | 예선 탈락 | 예선 탈락 | 예선 탈락 | 예선 탈락 | 예선 탈락 | 예선 탈락 | 예선 탈락 |
| 2010년 | 예선 탈락 | 예선 탈락 | 예선 탈락 | 예선 탈락 | 예선 탈락 | 예선 탈락 | 예선 탈락 | 예선 탈락 | 예선 탈락 |
| 2014년 | 예선 탈락 | 예선 탈락 | 예선 탈락 | 예선 탈락 | 예선 탈락 | 예선 탈락 | 예선 탈락 | 예선 탈락 | 예선 탈락 |
| 2018년 | 예선 탈락 | 예선 탈락 | 예선 탈락 | 예선 탈락 | 예선 탈락 | 예선 탈락 | 예선 탈락 | 예선 탈락 | 예선 탈락 |
| 2022년 | 예선 탈락 | 예선 탈락 | 예선 탈락 | 예선 탈락 | 예선 탈락 | 예선 탈락 | 예선 탈락 | 예선 탈락 | 예선 탈락 |
| 합계   |           |           |           |           |           |           |           |           |           |

## FIFA 월드컵 (예선)
| 1930년 | 불참                                      | 불참                                      | 불참                                      | 불참                                      | 불참                                      | 불참                                      | 불참                                      |                                           |                                           |
| 1934년 | 2                                         | 0                                         | 0                                         | 2                                         | 2                                         | 15                                        | 0                                         |                                           |                                           |
| 1938년 | 2                                         | 0                                         | 0                                         | 2                                         | 2                                         | 7                                         | 0                                         |                                           |                                           |
| 1950년 | 2                                         | 0                                         | 0                                         | 2                                         | 4                                         | 8                                         | 0                                         |                                           |                                           |
| 1954년 | 4                                         | 0                                         | 0                                         | 4                                         | 1                                         | 19                                        | 0                                         |                                           |                                           |
| 1958년 | 4                                         | 0                                         | 0                                         | 4                                         | 3                                         | 19                                        | 0                                         |                                           |                                           |
| 1962년 | 4                                         | 1                                         | 0                                         | 3                                         | 5                                         | 21                                        | 3                                         |                                           |                                           |
| 1966년 | 6                                         | 0                                         | 0                                         | 6                                         | 6                                         | 20                                        | 0                                         |                                           |                                           |
| 1970년 | 6                                         | 0                                         | 0                                         | 6                                         | 4                                         | 24                                        | 0                                         |                                           |                                           |
| 1974년 | 6                                         | 1                                         | 0                                         | 5                                         | 2                                         | 14                                        | 3                                         |                                           |                                           |
| 1978년 | 6                                         | 0                                         | 0                                         | 6                                         | 2                                         | 22                                        | 0                                         |                                           |                                           |
| 1982년 | 8                                         | 0                                         | 0                                         | 8                                         | 1                                         | 23                                        | 0                                         |                                           |                                           |
| 1986년 | 8                                         | 0                                         | 0                                         | 8                                         | 2                                         | 27                                        | 0                                         |                                           |                                           |
| 1990년 | 8                                         | 0                                         | 1                                         | 7                                         | 3                                         | 22                                        | 1                                         |                                           |                                           |
| 1994년 | 8                                         | 0                                         | 1                                         | 7                                         | 2                                         | 17                                        | 1                                         |                                           |                                           |
| 1998년 | 8                                         | 0                                         | 0                                         | 8                                         | 2                                         | 22                                        | 0                                         |                                           |                                           |
| 2002년 | 10                                        | 0                                         | 0                                         | 10                                        | 4                                         | 28                                        | 0                                         |                                           |                                           |
| 2006년 | 12                                        | 0                                         | 0                                         | 12                                        | 5                                         | 48                                        | 0                                         |                                           |                                           |
| 2010년 | 10                                        | 1                                         | 2                                         | 7                                         | 4                                         | 25                                        | 5                                         |                                           |                                           |
| 2014년 | 10                                        | 1                                         | 3                                         | 6                                         | 7                                         | 26                                        | 6                                         |                                           |                                           |
| 2018년 | 10                                        | 1                                         | 3                                         | 6                                         | 8                                         | 26                                        | 6                                         |                                           |                                           |
| 합계   | 134                                       | 5                                         | 10                                        | 119                                       | 69                                        | 433                                       | 25                                        |                                           |                                           |
| 순위   | 월드컵 예선 승점 순위 : 157위 (유럽 50위) | 월드컵 예선 승점 순위 : 157위 (유럽 50위) | 월드컵 예선 승점 순위 : 157위 (유럽 50위) | 월드컵 예선 승점 순위 : 157위 (유럽 50위) | 월드컵 예선 승점 순위 : 157위 (유럽 50위) | 월드컵 예선 승점 순위 : 157위 (유럽 50위) | 월드컵 예선 승점 순위 : 157위 (유럽 50위) | 월드컵 예선 승점 순위 : 157위 (유럽 50위) | 월드컵 예선 승점 순위 : 157위 (유럽 50위) |

## UEFA 유럽 축구 선수권 대회
- 1960년 : 불참
- 1964년 ~ 2020년 : 예선 탈락

### UEFA 유럽 축구 선수권 대회 (예선)
| 1960년 | 불참                       | 불참                       | 불참                       | 불참                       | 불참                       | 불참                       | 불참                       |                            |                            |
| 1964년 | 5                          | 1                          | 3                          | 1                          | 8                          | 8                          | 6                          |                            |                            |
| 1968년 | 6                          | 0                          | 1                          | 5                          | 1                          | 18                         | 1                          |                            |                            |
| 1972년 | 6                          | 0                          | 1                          | 5                          | 1                          | 23                         | 1                          |                            |                            |
| 1976년 | 6                          | 0                          | 0                          | 6                          | 7                          | 28                         | 0                          |                            |                            |
| 1980년 | 6                          | 0                          | 1                          | 5                          | 2                          | 17                         | 1                          |                            |                            |
| 1984년 | 8                          | 0                          | 0                          | 8                          | 5                          | 36                         | 0                          |                            |                            |
| 1988년 | 8                          | 0                          | 1                          | 7                          | 2                          | 23                         | 1                          |                            |                            |
| 1992년 | 6                          | 0                          | 0                          | 6                          | 2                          | 14                         | 0                          |                            |                            |
| 1996년 | 10                         | 3                          | 1                          | 6                          | 3                          | 21                         | 10                         |                            |                            |
| 2000년 | 8                          | 0                          | 0                          | 8                          | 2                          | 23                         | 0                          |                            |                            |
| 2004년 | 8                          | 0                          | 0                          | 8                          | 0                          | 21                         | 0                          |                            |                            |
| 2008년 | 12                         | 1                          | 0                          | 11                         | 2                          | 23                         | 3                          |                            |                            |
| 2012년 | 10                         | 1                          | 1                          | 8                          | 3                          | 21                         | 4                          |                            |                            |
| 2016년 | 10                         | 1                          | 1                          | 8                          | 6                          | 27                         | 4                          |                            |                            |
| 2020년 | 8                          | 1                          | 1                          | 6                          | 7                          | 16                         | 4                          |                            |                            |
| 합계   | 117                        | 8                          | 11                         | 98                         | 51                         | 319                        | 35                         |                            |                            |
| 순위   | 유로 예선 승점 순위 : 46위 | 유로 예선 승점 순위 : 46위 | 유로 예선 승점 순위 : 46위 | 유로 예선 승점 순위 : 46위 | 유로 예선 승점 순위 : 46위 | 유로 예선 승점 순위 : 46위 | 유로 예선 승점 순위 : 46위 | 유로 예선 승점 순위 : 46위 | 유로 예선 승점 순위 : 46위 |

## 하계 올림픽
| 올림픽 축구 기록 | 올림픽 축구 기록 | 올림픽 축구 기록 | 올림픽 축구 기록 | 올림픽 축구 기록 | 올림픽 축구 기록 | 올림픽 축구 기록 | 올림픽 축구 기록 | 올림픽 축구 기록 | 올림픽 축구 기록 |
| 년도             | 결과             | 순위             | 경기             | 승               | 무*              | 패               | 득점             | 실점             | 승점             |
| ---------------- | ---------------- | ---------------- | ---------------- | ---------------- | ---------------- | ---------------- | ---------------- | ---------------- | ---------------- |
| 1900년           | 불참             | 불참             | 불참             | 불참             | 불참             | 불참             | 불참             | 불참             | 불참             |
| 1904년           | 불참             | 불참             | 불참             | 불참             | 불참             | 불참             | 불참             | 불참             | 불참             |
| 1908년           | 불참             | 불참             | 불참             | 불참             | 불참             | 불참             | 불참             | 불참             | 불참             |
| 1912년           | 불참             | 불참             | 불참             | 불참             | 불참             | 불참             | 불참             | 불참             | 불참             |
| 1920년           | 1라운드          | 12위             | 1                | 0                | 0                | 1                | 0                | 3                | 0                |
| 1924년           | 1라운드          | 11위             | 1                | 0                | 0                | 1                | 0                | 2                | 0                |
| 1928년           | 1라운드          | 16위             | 1                | 0                | 0                | 1                | 3                | 5                | 0                |
| 1936년           | 1라운드          | 16위             | 1                | 0                | 0                | 1                | 0                | 9                | 0                |
| 1948년           | 1라운드          | 15위             | 2                | 1                | 0                | 1                | 7                | 6                | 3                |
| 1952년           | 1라운드          | 11위             | 2                | 1                | 0                | 1                | 6                | 5                | 3                |
| 1956년           | 진출 실패        | 진출 실패        | 진출 실패        | 진출 실패        | 진출 실패        | 진출 실패        | 진출 실패        | 진출 실패        | 진출 실패        |
| 1960년           | 진출 실패        | 진출 실패        | 진출 실패        | 진출 실패        | 진출 실패        | 진출 실패        | 진출 실패        | 진출 실패        | 진출 실패        |
| 1964년           | 진출 실패        | 진출 실패        | 진출 실패        | 진출 실패        | 진출 실패        | 진출 실패        | 진출 실패        | 진출 실패        | 진출 실패        |
| 1968년           | 진출 실패        | 진출 실패        | 진출 실패        | 진출 실패        | 진출 실패        | 진출 실패        | 진출 실패        | 진출 실패        | 진출 실패        |
| 1972년           | 진출 실패        | 진출 실패        | 진출 실패        | 진출 실패        | 진출 실패        | 진출 실패        | 진출 실패        | 진출 실패        | 진출 실패        |
| 1976년           | 진출 실패        | 진출 실패        | 진출 실패        | 진출 실패        | 진출 실패        | 진출 실패        | 진출 실패        | 진출 실패        | 진출 실패        |
| 1980년           | 진출 실패        | 진출 실패        | 진출 실패        | 진출 실패        | 진출 실패        | 진출 실패        | 진출 실패        | 진출 실패        | 진출 실패        |
| 1984년           | 진출 실패        | 진출 실패        | 진출 실패        | 진출 실패        | 진출 실패        | 진출 실패        | 진출 실패        | 진출 실패        | 진출 실패        |
| 1988년           | 진출 실패        | 진출 실패        | 진출 실패        | 진출 실패        | 진출 실패        | 진출 실패        | 진출 실패        | 진출 실패        | 진출 실패        |
| 1992년           | 진출 실패        | 진출 실패        | 진출 실패        | 진출 실패        | 진출 실패        | 진출 실패        | 진출 실패        | 진출 실패        | 진출 실패        |
| 1996년           | 진출 실패        | 진출 실패        | 진출 실패        | 진출 실패        | 진출 실패        | 진출 실패        | 진출 실패        | 진출 실패        | 진출 실패        |
| 2000년           | 진출 실패        | 진출 실패        | 진출 실패        | 진출 실패        | 진출 실패        | 진출 실패        | 진출 실패        | 진출 실패        | 진출 실패        |
| 2004년           | 진출 실패        | 진출 실패        | 진출 실패        | 진출 실패        | 진출 실패        | 진출 실패        | 진출 실패        | 진출 실패        | 진출 실패        |
| 2008년           | 진출 실패        | 진출 실패        | 진출 실패        | 진출 실패        | 진출 실패        | 진출 실패        | 진출 실패        | 진출 실패        | 진출 실패        |
| 2012년           | 진출 실패        | 진출 실패        | 진출 실패        | 진출 실패        | 진출 실패        | 진출 실패        | 진출 실패        | 진출 실패        | 진출 실패        |
| 2016년           | 진출 실패        | 진출 실패        | 진출 실패        | 진출 실패        | 진출 실패        | 진출 실패        | 진출 실패        | 진출 실패        | 진출 실패        |
| 합계             | 6회 진출(6/26)   | 1라운드(6회)     | 8                | 2                | 0                | 6                | 16               | 30               | 6                |

## 주요 선수
- 뱅상 틸
- 로랑 얀스
- 크리스토페르 마르틴스
- 다넬 시나니
- 제르송 호드리게스
- 크리스 필립스
- 막심 샤노
- 앙토니 모리스
- 올리비에 틸
- 미카 핀토
- 에네스 마무토비치

## 역대 감독
| 감독        | 임기        |
| ----------- | ----------- |
| 루이 필로   | 1978 ~ 1984 |
| 알란 시몬센 | 2001 ~ 2004 |
| 뤼크 홀츠   | 2010 ~      |

## 같이 보기
- 룩셈부르크 여자 축구 국가대표팀